# Stratchintsi
Stratchintsi ou Stračinci (en macédonien Страчинци, en albanais Straçinci) est un village situé à Gazi Baba, une des dix municipalités spéciales qui constituent la ville de Skopje, capitale de la Macédoine du Nord. Le village comptait 1185 habitants en 2002. Il se trouve entre Skopje et le massif de la Skopska Crna Gora. Il est majoritairement albanais.

## Démographie
Lors du recensement de 2002, le village comptait :
- Albanais : 787
- Macédoniens : 396
- Turcs : 1
- Autres : 1